# دونالد بيليساريو
دونالد بول بيليساريو (بالإنجليزية: Donald Bellisario)‏ هو كاتب ومبدع ومنتج مسلسلات تليفزيونية أمريكية . ولد في 8 أغسطس 1935 بكوجبرج في بنسيلفانيا (الولايات المتحدة) . وهو الزوج السابق لديبورا برات .

## سيرة ذاتية
ابن لأب إيطالي وأم من صربيا ، وقد خدم دونالد في قوات مشاة بحرية الولايات المتحدة منذ 1955 إلي 1959 ، ووصل إلي رتبة رقيب وحصل علي وسام حسن السير والسلوك .
في 1961 حصل علي دبلومة الصحافة من جامعة ولاية بنسلفانيا .
من ضمن كتاباته مسلسل ان سي أي اس

## روابط خارجية
- دونالد بيليساريو على موقع IMDb (الإنجليزية)
- دونالد بيليساريو على موقع روتن توميتوز (الإنجليزية)
- دونالد بيليساريو على موقع ألو سيني (الفرنسية)
- دونالد بيليساريو على موقع أول موفي (الإنجليزية)
- دونالد بيليساريو على موقع قاعدة بيانات الأفلام السويدية (السويدية)
- دونالد بيليساريو على موقع إن إن دي بي (الإنجليزية)
- دونالد بيليساريو على موقع ديسكوغز (الإنجليزية)
- دونالد بيليساريو على موقع قاعدة بيانات الفيلم (الإنجليزية)
- دونالد بيليساريو على موقع كينوبويسك (الروسية)